# Aline Dallier-Popper
Aline Dallier-Popper, née Jacqueline Renée Gauvreau le 12 septembre 1927 dans Paris 20e et morte le 5 février 2020 dans le Paris 15e, est une universitaire et une critique d'art française, notamment spécialiste de l'abstraction lyrique et de l'art textile contemporain. Elle est une pionnière de la critique d'art féministe en France.

## Biographie

### Débuts
Aline Dallier naît le 12 septembre 1927 à Paris,. À la fin du lycée, elle commence à travailler et rejoint en 1952 le Reader's Digest. Elle est initiée à l'art contemporain par Pierre Restany, qu'elle rencontre en 1954 et qui devient son époux entre 1955 à 1960, . Elle fréquente alors les peintres de l'abstraction lyrique chère à Restany : Jean Fautrier, René Laubiès, Claude Bellegarde, Gianni Bertini, Yehuda Neiman ainsi que Yves Klein.
En 1960, elle devient la collaboratrice de Frank Popper, historien, esthéticien et critique d'art spécialiste de l'art cinétique, qui deviendra son second mari  en 1973.

### Formation universitaire
Elle entame des études universitaires sur le tard dans les années 1970, à l'université Paris-VIII, ouverte à l'automne 1968, à la suite des événements de mai, et où Frank Popper est enseignant et directeur du département d'Arts Plastiques. Elle y étudie la sociologie, l'histoire générale, l'esthétique et l'histoire de l'art contemporain, et y découvre le ré-avènement du mouvement féministe français. Elle suit notamment le séminaire Histoire et culture des femmes, porté par Christiane Dufrancatel, Madeleine Rebeyrioux et Béatrice Slama, à la suite duquel elle commence à « se pencher sur la question des femmes dans la société (et dans l'art) ». Elle est licenciée en sociologie, puis obtient une maîtrise d'arts plastiques avec une recherche intitulée L’Incidence du féminisme sur une galerie coopérative de femmes, la A.I.R. Gallery, New York 1968-74.

### Art textile, art corporel
Aline Dallier-Popper soutient un doctorat de troisième cycle en esthétique en 1980, à l'université Paris-VIII, intitulé : Activités et réalisations de femmes dans l'art. Un premier exemple: les œuvres dérivées des techniques textiles traditionnelles. Elle forme le terme de « Nouvelles Pénélopes » à propos de la pratique d'artistes femmes qui reprennent et se réapproprient dans une perspective féministe les pratiques textiles dans leurs œuvres. Elle nomme également cette activité textile le « soft art » ou « art souple »,,.
Elle est conseillère artistique du salon Féminie-Dialogue qui se tient en 1976 dans la salle des Actes de l’Unesco, nommée à cette occasion « Espace cousu ». Elle déclare cette même année « Les travaux d’aiguille, autrement dit la couture, la broderie, la dentelle, la tapisserie et le tricot, font historiquement partie de la vie des femmes. ». Elle est très intéressée par les artistes de l'art corporel comme Orlan.

### «mouvement des femmes dans l'art»
Elle rencontre un peu avant 1968 l'artiste Tania Mouraud qui est « la première à  l'inciter à s'intéresser à la question des femmes dans l'art ». De même que, la visite fortuite à l'A.I.R. Gallery à New York en 1972 la conduit à s'intéresser à la pratique des artistes femmes contemporaines et aboutit à ses premiers travaux universitaires et à un certain nombre d'articles publiés jusqu'au milieu des années 1980 dans des revues comme Opus International, Les Cahiers du Grif et Sorcières, et dans des catalogues d’expositions thématiques. Son premier article, écrit à la suite de son voyage aux États-Unis, s'intitule « Le Feminist Art aux U.S.A ».
Au terme d'art féministe, elle préfère l'expression de « mouvement des femmes dans l'art » et s'est intéressée plus précisément à la « présence-absence des femmes dans l'art et plus encore à l'incidence du féminisme dans la production artistique des femmes, à certaines époques, en particulier aux époques de pré-féminisme (1789) et de féminisme déclaré (1870,1920, 1970), [elle] ne [s'est] pas pour autant consacrée uniquement aux artistes femmes et aux effets du féminisme sur l'art »,. En effet, à partir de 1985, elle commence à écrire de nouveau sur des artistes hommes.
De 1980 à 1992, elle est maîtresse de conférences à l'université Paris-VIII. Son cours porte sur l’histoire de l’art et les femmes, mais plus généralement sur l’histoire de l’Abstraction lyrique et géométrique.
Un corpus de ses textes est rassemblé dans une anthologie publiée en 2009 aux éditions de L'Harmattan sous le titre Art, féminisme, post-féminisme : un parcours de critique d’art. Ses archives sont versées dans les Archives de la critique d'art, à Châteaugiron, France.

### Vie privée
Aline Dallier-Popper rencontre Pierre Restany avec qui elle se marie à la mairie du 17e arrondissement de Paris le 16 juillet 1955,. Elle divorce en 1960 et fait la connaissance de Franck Popper, enseignant et historien de l'art cinétique. Ils se marient en 1973.
Elle meurt à l'âge de 92 ans le 5 février 2020, dans le 15e arrondissement de Paris. Franck Popper meurt six mois plus tard. Ils sont tous deux inhumés au cimetière du Père-Lachaise (86e division, ligne 16 face à la division 85, tombe 3 face à la division 81).

## Hommage
En 2022, la galerie parisienne Arnaud Lefebvre a organisé une exposition collective en son hommage. Marie-Jo Bonnet participe, entre autres, à cet hommage.